# Joyce Aryee
Joyce Rosalind Aryee, còn được gọi là "Dì Joyce", là một cựu chính trị gia Ghana, bộ trưởng tôn kính và doanh nhân. Aryee được công nhận vì đã phục vụ Ghana hơn 40 năm trong cả lĩnh vực công cộng và tư nhân . Bà là Giám đốc điều hành trước đây của Phòng khai thác mỏ Ghana  và là người phụ nữ đầu tiên ở châu Phi giữ vai trò đó. Bà cũng đã giữ vai trò chính trị ở Ghana từ những năm đầu của chính phủ PNDC. Bà hiện là Giám đốc điều hành của Salt and Light Ministry, một tổ chức giáo hội.

## Tuổi thơ và giáo dục
Sinh ra với mẹ Fante và cha Ga, Aryee là con thứ hai trong bốn người con . Trong những năm đầu đời, Aryee sống cùng gia đình ở Suntreso, Kumasi, nơi bà bắt đầu những năm học đầu tiên tại Trường tiểu học Phương pháp và Trường Trung học Phương pháp. Sau đó, bà đến trường Achimota và tốt nghiệp Đại học Ghana, Legon với bằng BA (Hons) bằng tiếng Anh.
Aryee trước đây đã kết hôn với Tiến sĩ Charles Wereko-Brobby.

## Sự nghiệp
Từ 1982 đến 1985 Aryee là Bộ trưởng Thông tin cho PNDC. Từ năm 1985 đến năm 1987, bà là Bộ trưởng Bộ Giáo dục và năm 1987 Bộ trưởng Chính phủ địa phương năm 1987. Từ năm 1988 đến 2001, bà là Bộ trưởng Dân chủ tại Văn phòng Thủ tướng và từ năm 1993 đến năm 2001 là Thành viên của Hội đồng Quốc phòng.
Aryee là người sáng lập và hiện là Giám đốc điều hành của Salt & Light Min Ministry, một tổ chức giáo hội. Bà cũng điều hành Joyce Aryee TƯ VẤN, tập trung vào các lĩnh vực Quản lý và Truyền thông. Bà phục vụ như một thành viên Hội đồng quản trị trong một số hội đồng như hội đồng quản trị mỏ vàng Kinross Chirano, hội đồng quản trị phụ nữ Ghana và hội đồng học thuật trường Roman Ridge .
Aryee phục vụ như là chủ tịch của Harmonious Chorale, một nhóm nhạc ở Ghana. bà là người sáng lập Bộ muối và ánh sáng, một bộ được thiết lập để khuyến khích và thúc đẩy Thân thể của Chúa Kitô.

## Giải thưởng và danh dự
Aryee đã được trao Giải thưởng Nhà nước cao thứ hai, Người đồng hành của Huân chương Volta năm 2006 để ghi nhận sự phục vụ của bà đối với quốc gia. Bà cũng là người nhận được Viện tiếp thị Chartered, Ghana (CIMG), Giải thưởng Người phụ nữ tiếp thị của năm 2007 và Giải thưởng Lãnh đạo châu Phi về Trung tâm phát triển kinh tế của nữ lãnh đạo châu Phi năm 2009.
Joyce Aryee cũng được vinh danh trong lĩnh vực khai thác mỏ và dịch vụ công cộng tại phiên bản đầu tiên của Giải thưởng Phụ nữ Xuất sắc năm 2011 và được Viện Tiểu sử Hoa Kỳ (ABI) đề cử là Người phụ nữ của Năm 2011. Bà là người phụ nữ đầu tiên nhận Giải thưởng Người phụ nữ truyền cảm hứng tại Giải thưởng Thành tựu dựa trên Vương quốc Anh (GUBA) năm 2015 vì đã tạo ra sự thay đổi, mở đường cho phụ nữ. Một lần nữa, bà đã giành được một giải thưởng là Nhân vật quan hệ công chúng của năm 2014 bởi Viện Quan hệ công chúng Ghana và được đề cập trong danh sách 100 phụ nữ truyền cảm hứng toàn cầu về khai thác trên thế giới .
Aryee là thành viên danh dự của Viện Kỹ sư Ghana và nhận bằng Tiến sĩ danh dự của Đại học Mỏ và Công nghệ để ghi nhận những đóng góp to lớn của bà cho sự phát triển của ngành khai thác mỏ.
Trường Achimota đặt tên cho ký túc xá thứ 17 của họ, 'Rev Joyce R. Aryee House' theo tên cô, để vinh danh sự phục vụ vị tha của bà cho quốc gia và cam kết cũng như đóng góp cho trường cũ của cô.

## Ấn phẩm
Aryee đã đồng tác giả cuốn sách The Transformed Mind  với Samuel Koranteng-Pipim.